# 盤龍峽
23°21′38″N 111°49′40″E / 23.3606°N 111.8277°E

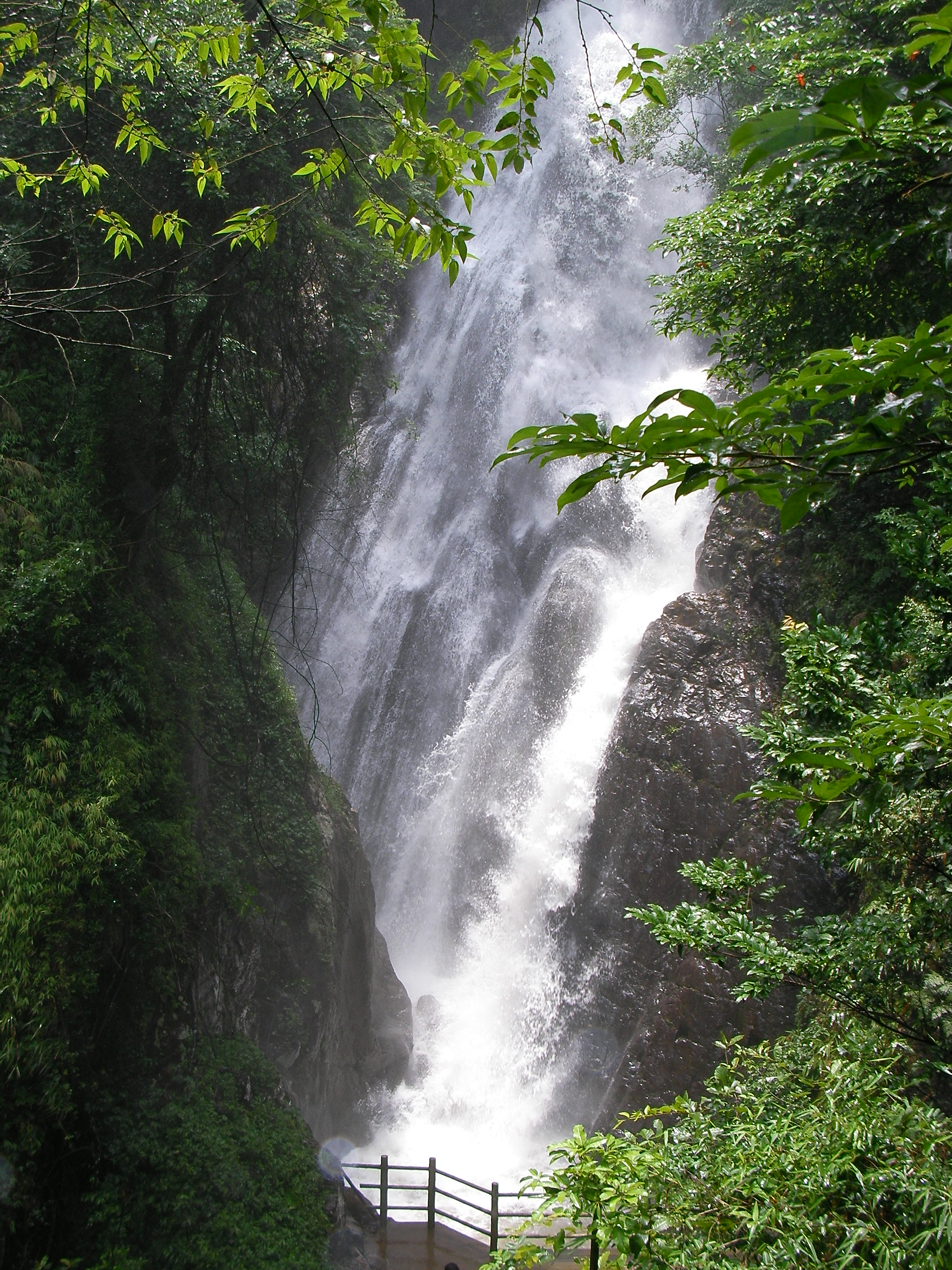
盤龍峽

盘龙峽是中国广东省肇庆市德庆县的一個旅游景点，以瀑布及漂流著名。

## 特点
盘龙峡的游览内容有上山观光，包括溪泉瀑布美景并参加峡谷漂流，盘龙峡山谷问还种植薰衣草。山脚下有温泉游乐区。2009年，获批为国家4A级旅游景区。